# Junta de Comunidades de Castilla-La Mancha
La Junta de Comunidades de Castilla-La Mancha es la institución en que se organiza el autogobierno de la comunidad autónoma española de Castilla-La Mancha. Está integrada por las Cortes, la Presidencia y el Consejo de Gobierno.
Desde 2015, es presidente de la Junta de Comunidades Emiliano García-Page Sánchez, del Partido Socialista Obrero Español.

## Historia

### Etapa preautonómica
1977: se reúnen en Cuenca los diputados de las cinco provincias que integrarían Castilla-La Mancha, y acuerdan reivindicar el reconocimiento efectivo de la región sobre la base de la identidad y la problemática socioeconómica que compartían dichos territorios.
Enero de 1978: tiene lugar en el Palacio de Fuensalida de Toledo la reunión de parlamentarios de UCD, PSOE y AP (principales grupos políticos del momento), para constituir la Asamblea de Parlamentarios, encargada de llevar a cabo los primeros trabajos y debates conducentes a la configuración de Castilla-La Mancha como comunidad autónoma. El primer paso será la constitución del Ente Preautonómico que tendrá lugar a finales de ese año en la iglesia de San Agustín de Almagro (Ciudad Real), nombrando a Antonio Fernández-Galiano (UCD) como primer presidente de la Preautonomía.
1978 y 1979: durante la etapa preautonómica se sentarán las bases de la comunidad, institucional y jurídicamente, y se irán gestionando las primeras cesiones de competencias con el Estado central. Será una etapa de negociaciones complicadas, sobre todo para la inclusión de las provincias de Madrid y Guadalajara en el nuevo ente preautonómico. La integración de Madrid será desestimada tras las elecciones generales de 1979 por oposición de los diputados de la UCD, del resto de las provincias y del PSOE de Ciudad Real y Albacete, principalmente.
Mientras, la integración de Guadalajara estuvo cerca de no producirse. La ciudadanía de la provincia era muy reticente, ella y buena parte de los representantes y políticos guadalajareños (todos los del PSOE y del PCE y algunos del UCD) insistieron en la entrada de Madrid en la nueva Comunidad y se posicionaron en la no integración de Guadalajara en una Castilla-La Mancha sin Madrid. Finalmente, mientras en el resto de las provincias la mayoría de los ayuntamientos se pronunciaron favorablemente a la creación de la nueva Comunidad los días 28, 29 y 30 de noviembre de 1979, en Guadalajara solo lo hizo la Diputación Provincial, monocolor de la UCD, y se ausentaron del pleno los cinco diputados del partido judicial de Molina de Aragón, que pusieron su cargo a disposición del partido. En los días sucesivos, se fueron pronunciando algunos ayuntamientos, mayoritariamente en contra. Solo el de Pastrana lo hizo a favor y el de Guadalajara aplazó la decisión por el fuerte rechazo de la mayor parte de los concejales del PSOE, PCE y AP-UN. Ante la falta de unanimidad, se decidiría aplazar la decisión seis meses para tratar de convencer a los representantes contrarios a la integración de Guadalajara, que deberían decantarse entre la autonomía uniprovincial, la autonomía con Madrid o la integración de Castilla-La Mancha, poniendo el acento en las peculiaridades de la provincia, que podrían contemplarse en el futuro estatuto. Finalmente, en mayo de 1980 los representantes del PSOE, alegando razones de interés nacional y de no tener otra salida, sobre todo tras la reciente integración de la provincia de Segovia en Castilla y León en un problema similar, decidirán aprobar la integración de la provincia de Guadalajara en la nueva comunidad autónoma.
1980: Será en el Pleno de la Junta de Comunidades, en la sesión celebrada en Guadalajara el 21 de noviembre de 1980, cuando se decida por unanimidad iniciar el proceso autonómico por la vía del artículo 143 de la Constitución. El 24 de noviembre de 1980, las cinco diputaciones provinciales adoptan acuerdos favorables para iniciar el proceso autonómico y consultar a los ayuntamientos. De los 915 municipios con que contaba la comunidad, cerca del 85 % se mostró a favor de la misma en el plazo establecido.

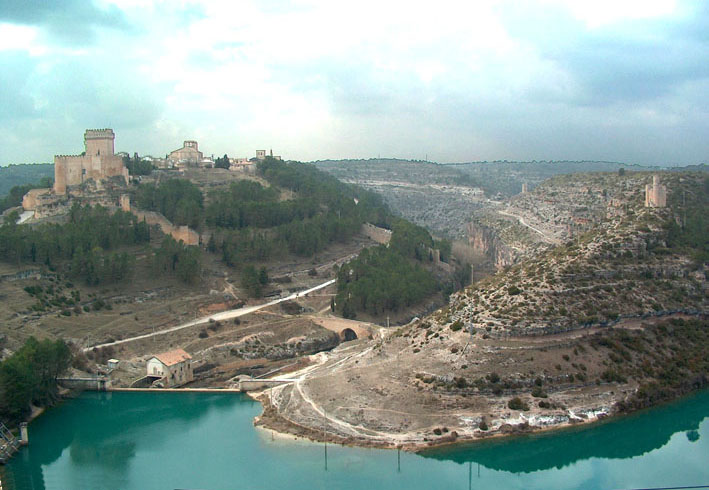
En Alarcón (Cuenca) se aprobó el proyecto de Estatuto de Autonomía de Castilla-La Mancha a finales de 1981

1981: El 3 de diciembre, una asamblea mixta de parlamentarios y diputados provinciales, reunida en Alarcón (Cuenca), aprueba el Proyecto de Estatuto de Autonomía de Castilla-La Mancha y su remisión al Congreso de los Diputados para su tramitación como Ley Orgánica. Dos meses más tarde, el 1 de febrero de 1982, sería nombrado como presidente del Ente Preautonómico Gonzalo Payo Subiza (UCD), quien gestionaría la última fase del proyecto autonómico.

## Presidencia
El presidente de la Junta de Comunidades de Castilla-La Mancha es el supremo representante de la comunidad autónoma y el representante ordinario del Estado en la misma; su elección tiene lugar por el voto favorable de la mayoría absoluta del Pleno de las Cortes de Castilla-La Mancha y su nombramiento corresponde al rey.

## Instituciones
| Nombre                                              | Presidente/a                      |
| Junta de Comunidades de Castilla-La Mancha          | Emiliano García-Page              |
| Consejo Consultivo                                  | Francisco Javier de Irízar Ortega |
| Cortes de Castilla-La Mancha                        | Pablo Bellido Acebedo             |
| Tribunal Superior de Justicia de Castilla-La Mancha | Vicente Manuel Rouco              |
| Fiscalía de Castilla-La Mancha                      | Emilio Manuel Fernández García    |
| Consejo de Gobierno                                 | Emiliano García-Page              |
| Cámara de Cuentas                                   | Fernando Andújar Hernández        |